# Convento de Nossa Senhora da Arrábida

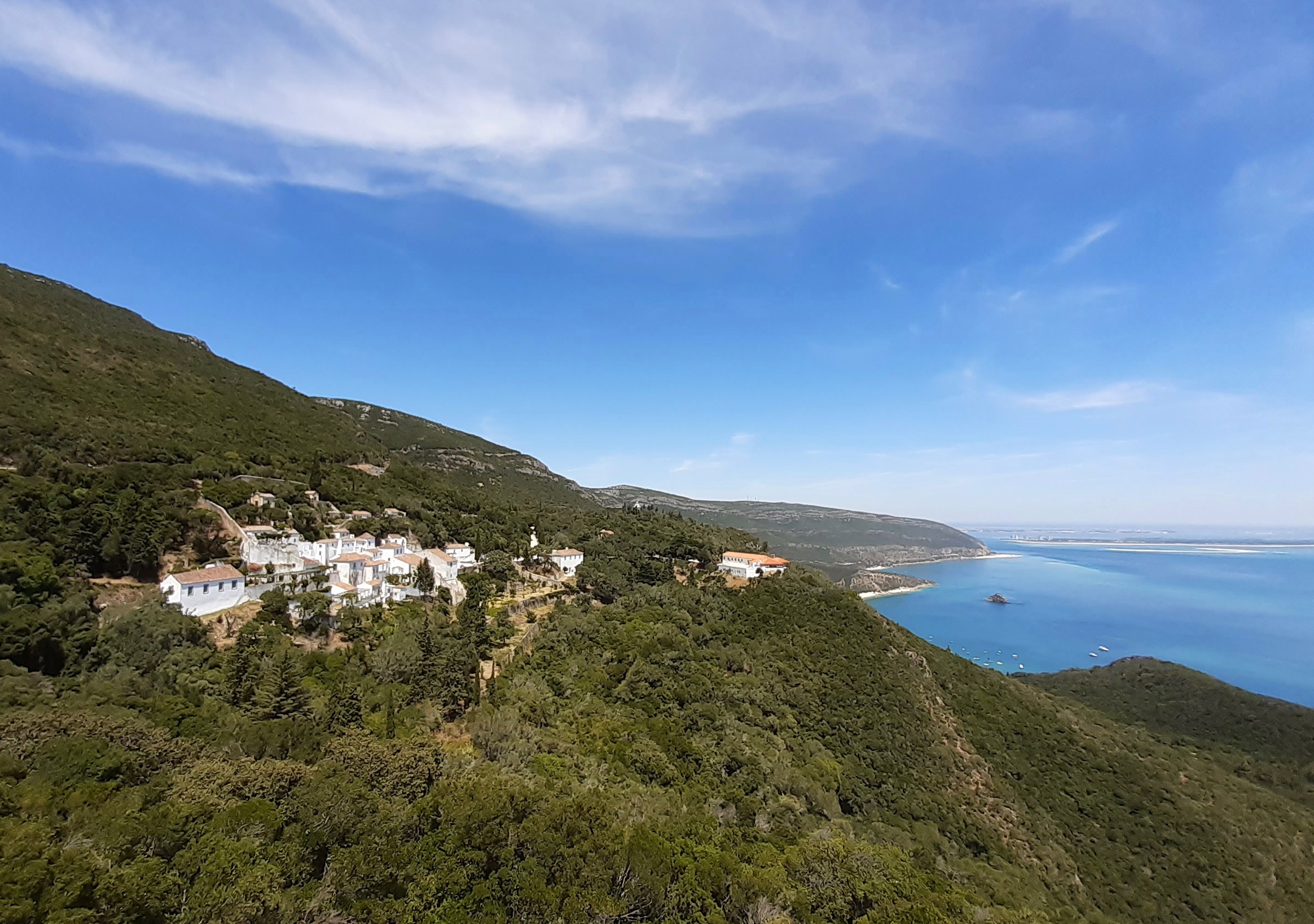
Convento de Nossa Senhora da Arrábida

O Convento da Nossa Senhora da Arrábida, Convento de Santa Maria da Arrábida ou apenas Convento da Arrábida, foi um convento de religiosos franciscanos que pertenceu à Província Franciscana de Arrábida, localizado na vertente sul da Serra da Arrábida, virado para o mar, no atual município de Setúbal.
Esta construção religiosa do século XVI inclusa no Parque Natural da Arrábida pertence actualmente à Fundação Oriente.
Pela sua importância histórica e originalidade, o Convento da Arrábida foi, em 1977, classificado como Imóvel de Interesse Público.

## História
A fundação de um Convento na Serra da Arrábida data de 1538-1539, quando Dom João de Lencastre 1.º Duque de Aveiro prometeu ceder um terreno a Frei Martinho de Santa Maria, um frade descalço andaluz da Ordem de São Francisco com origens nobres, para criar uma comunidade que levasse uma vida eremítica e dedicada exclusivamente a Nossa Senhora.

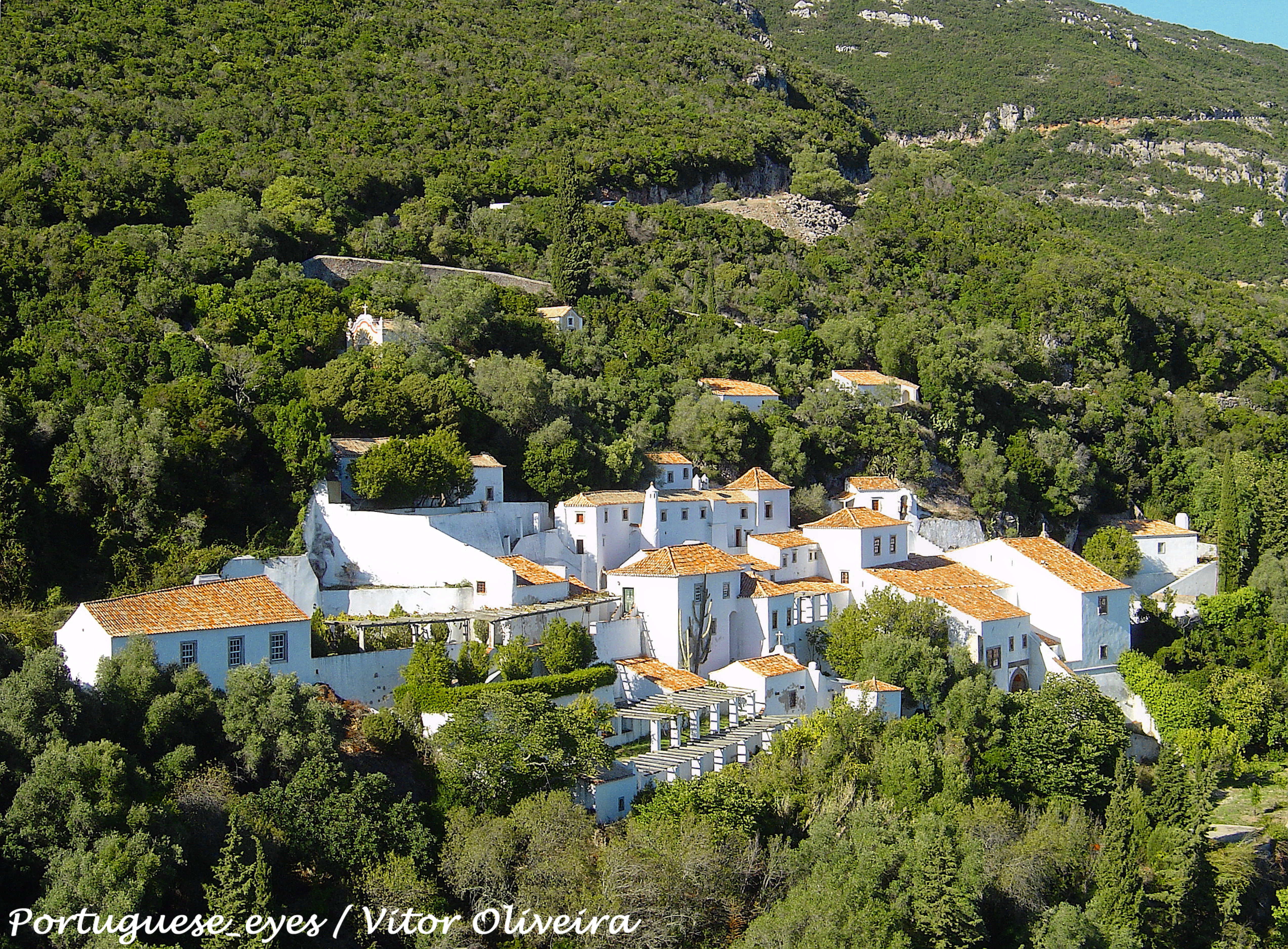
Convento de Nossa Senhora integrado na Serra da Arrábida.

Para tanto, o Duque de Aveiro cedeu-lhe uma área da Serra da Arrábida, onde já se existia uma ermida em que se venerava a imagem de Nossa Senhora da Arrábida, tendo pouco depois convidado São Pedro de Alcântara a vir para a Arrábida a fim de ajudar Frei Martinho, designadamente a criar os estatutos da custódia franciscana da Arrábida então sujeita ao Ministro-Geral dos franciscanos conventuais. Mais tarde a custódia da Arrábida foi elevada a Província da Arrábida e ficou formalmente sujeita, embora com um elevado grau de autonomia, ao Ministro-Geral dos Franciscanos Observantes. Os frades arrábidos, como eram popularmente conhecidos, começaram por se intitular oficialmente como Franciscanos Descalços e mais tarde, como seguiam as constituições elaboradas por S. Pedro de Acântara, Franciscanos Descalços Alcantarinos ou abreviadamente Franciscanos Alcantarinos.
D. Jorge de Lencastre, filho do primeiro Duque de Aveiro, continuou as obras no Convento da Arrábida e fez construir uma cerca para vedar a área do convento. Mais tarde, D. Álvaro de Lencastre, seu primo, mandou edificar a hospedaria que lhe servia de alojamento e projectou as guaritas, na crista do monte, que ligam o convento ao sopé da montanha, deixando, no entanto, três por acabar. Em 1650, D. Ana Manique de Lara, viúva do duque de Torres Novas e nora de D. Álvaro, mandou construir duas capelas. Por sua vez, o filho de D. Álvaro, D. António de Lencastre, mandou edificar o Santuário do Bom Jesus.
Neste Convento viveu o poeta franciscano Frei Agostinho da Cruz, que fizera noviciado no convento de Santa Cruz, na serra de Sintra, vulgarmente conhecido como 'convento capuchos', e cuja poesia seria publicada no século XVIII.
O filme O Convento, de Manoel de Oliveira, foi rodado no Convento da Arrábida.